# Albert II. (Namur)
Albert II. († um 1063) war Graf von Namur. Er war der Sohn von Graf Albert I. und Adelheid von Niederlothringen und der Nachfolger seines Bruders Robert II.

## Leben
Alberts Bruder ist nach 1018 nicht mehr bezeugt, wird aber in einem Dokument von 1031 noch einmal erwähnt, so dass das Jahr von Alberts Nachfolge unsicher ist. 1037 nahm er am Kampf gegen Odo II., Graf von Meaux und Troyes (d. h. die spätere Grafschaft Champagne), teil, als dieser versuchte, sich ein Königreich zwischen Deutschland und Frankreich zu schaffen, indem er Ansprüche auf die Nachfolge im Königreich Burgund erhob. 1046 stand er auf der Seite des Kaisers Heinrich III. gegen seinen rebellierenden Herzog von Niederlothringen, Gottfried III., seinen Schwager, und Balduin V., den Grafen von Flandern. 1047 ließ er die Kirche von Saint-Aubin in Namur wiederaufbauen und machte sie zur Stiftskirche.
Die Umstände seines Todes sind nicht bekannt. Erst eine Urkunde aus dem Jahr 1070 als dem siebten Jahr der Regierung seines Sohnes Albert III. gibt Aufschluss über sein Todesjahr.

## Nachkommen
Albert II. heiratete Regelinde (1037 † nach 1067), Tochter des Herzogs Gotzelo I. von Niederlothringen und Oberlothringen aus der Familie der Wigeriche; ihre Kinder waren:
- Albert III. (1027; † 1102), Graf von Namur
- Heinrich, Graf von Durbuy, † 1097 in Palästina
- Hedwig († 1080), ⚭ Gerhard von Elsass († 1070), Herzog von Lothringen